# Hermann Linck

Familie Johann Linck um 1885: Ernst Linck, Pauline Linck, Johann Linck, Frida Linck, Hermann Linck (v. l. n. r.)

Hermann Linck (1866–1938) war ein Schweizer Fotograf. Er gehörte zur Fotografen-Dynastie Linck, die durch Johann Linck (1831–1900) gegründet wurde und führte während 40 Jahren ein Foto-Atelier in Winterthur. Linck lebte von Auftragsfotografie.

## Leben
Hermann Linck gehörte zur zweiten Generation der Fotografen-Dynastie Linck. Sein Vater, Johann Linck, war Mitte des 19. Jahrhunderts von Baden-Württemberg in die Schweiz eingewandert und betrieb in Winterthur ein Fotoatelier. Er hatte im väterlichen Betrieb das Fotografen-Handwerk erlernt, besuchte aber auch kunstgewerblichen Unterricht am Technikum Winterthur. Während fünf Jahren sammelte er in verwandten Betrieben in Leipzig, Lyon und Paris Erfahrungen. Hermann Linck übernahm im Jahr 1894 das Foto-Atelier von seinem Vater und betrieb es während 40 Jahren. 1934 übergab er es seinem Sohn Hans Linck.
1894 heiratete er Louise Bleuler (1869–). Mit ihr hatte er drei Kinder: Lilly (1897–1962), Elisabeth (1901–1953), Hans (1902–1949).
Hermann Linck pflegte intensive Beziehungen zum Winterthurer Bürgertum, aus dem auch ein grosser Teil seiner Aufträge kam und übernahm zahlreiche Ämter. So war er unter anderem im Vorstand des Kunstvereins Winterthur oder im Schweizerischen Photografenverein.

## Werk
Linck setzt als Auftragsfotograf in Winterthur das Werk seines Vaters fort. In seinem Studio an der St.Georgenstrasse 54 in Winterthur produziert er Aufnahmen von Einzelpersonen, Familien oder Gruppen, die nicht selten kleine Inszenierungen sind. Daneben gehören aber auch Architektur und Industrieaufnahmen zu seinem Portfolio. Hermann Linck war regelmässig für die Winterthurer Architekten Rittmeyer & Furrer tätig. 
Hermann Linck hat die zeitgenössische Entwicklung der Fotografie bis zur Neusachlichkeit technisch und ästhetisch mitvollzogen. Dank einem ausgesprochenen Sinn für Bildgestaltung und einem wohl auch in seiner Persönlichkeit verwurzelten, dem Medium Fotografie naturgemäss verwandten Hang zu Nüchternheit und Sachlichkeit zählt er zu den hervorragenden Auftragsfotografen der Schweiz. 
Im Stil unterscheiden sich die Fotos von Hermann Linck kaum von jenen seines Vaters Johann Linck:
Die Lincks fotografierten kaum je ohne Auftrag. Sie waren im besten Sinne Gewerbetreibende, die ihre Leidenschaft in der Perfektion auslebten. Die Übereinstimmung – und das ist eine der Qualitäten der Linck-Fotografien – von Motiv und Darstellung, lässt auf eine grosse Übereinstimmung, ja eine Form von Identität zwischen Auftraggeber und Auftragnehmer schliessen.
Die Fotografien von Hermann Linck finden sich in verschiedenen Firmenarchiven und Institutionen: So unter anderem in der Fotostiftung Schweiz, bei den Winterthurer Bibliotheken, dem Archiv der Sulzer AG oder dem Studienzentrum des Schweizer Landesmuseums.

## Fotodokumentation der Brauerei Haldengut
Zu den Auftraggebern des Ateliers von Hermann Linck gehörte auch Fritz Schoellhorn, Besitzer der Brauerei Haldengut in Winterthur. Für ihn schuf Linck um 1910 eine umfassende Dokumentation von über 80 Fotos des Brauprozesses von der Lagerung des Getreides bis zur Distribution mit Pferde- und Motorwagen. Die Fotos wurden danach jahrelang in verschiedenen Prospekten und Jahresberichten der Firma Haldengut verwendet und fanden später auch in historischen Werken über die Geschichte des Brauwesens der Schweiz Eingang. Dass gerade Schoellhorn diese umfassende Dokumentation in Auftrag gegeben hatte, ist kein Zufall: Zum Lebenswerk von Fritz Schoellhorn gehören zahlreiche Schriften über die Geschichte des Brauwesens in der Schweiz. Dafür erhielt er im Jahr 1928 auch einen Ehrendoktor der ETH-Zürich. Die Originale befinden sich im Archiv der Familie Schoellhorn und sind auch auf Wikimedia Commons dokumentiert.

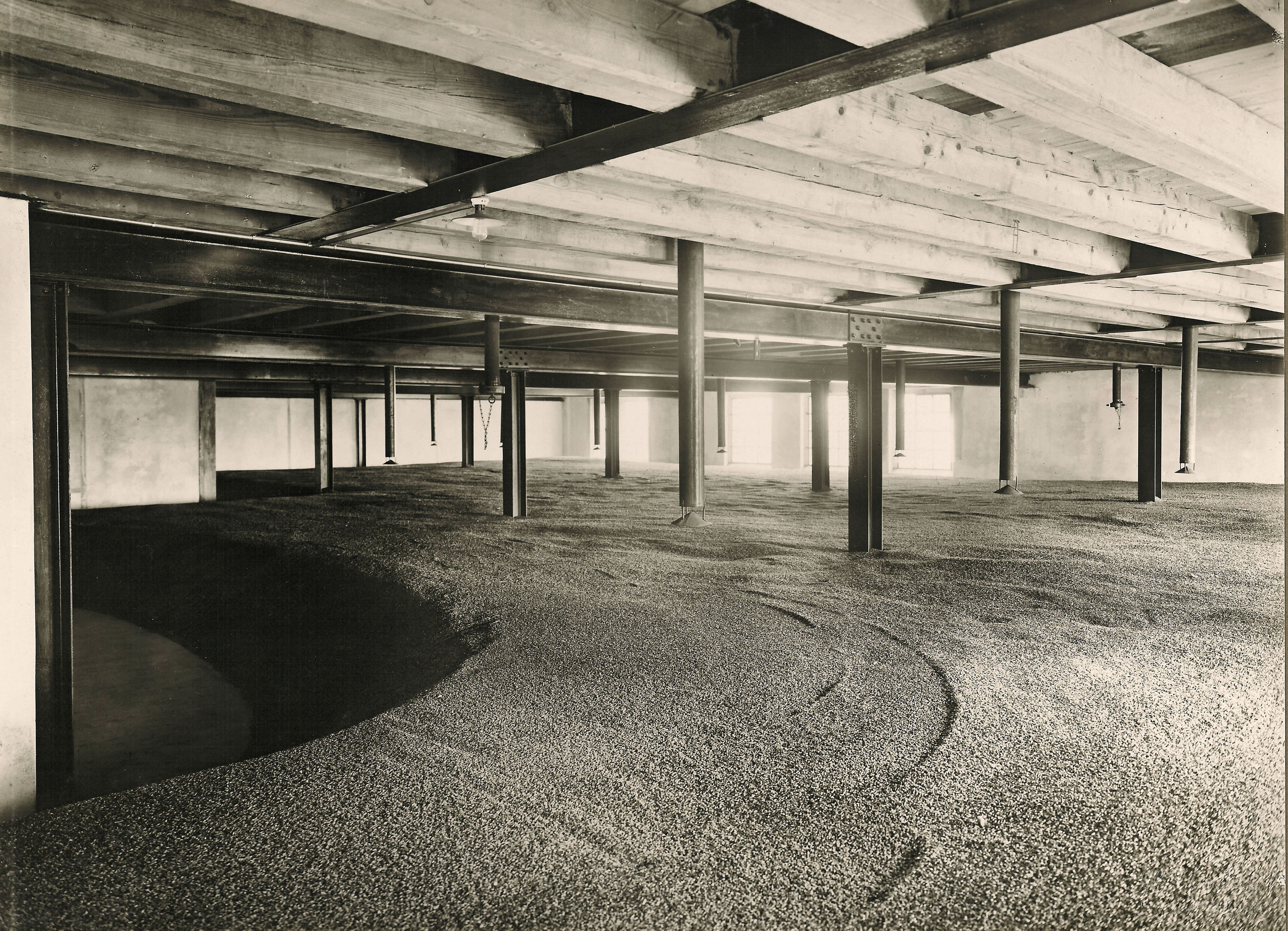
Gerste-Magazin
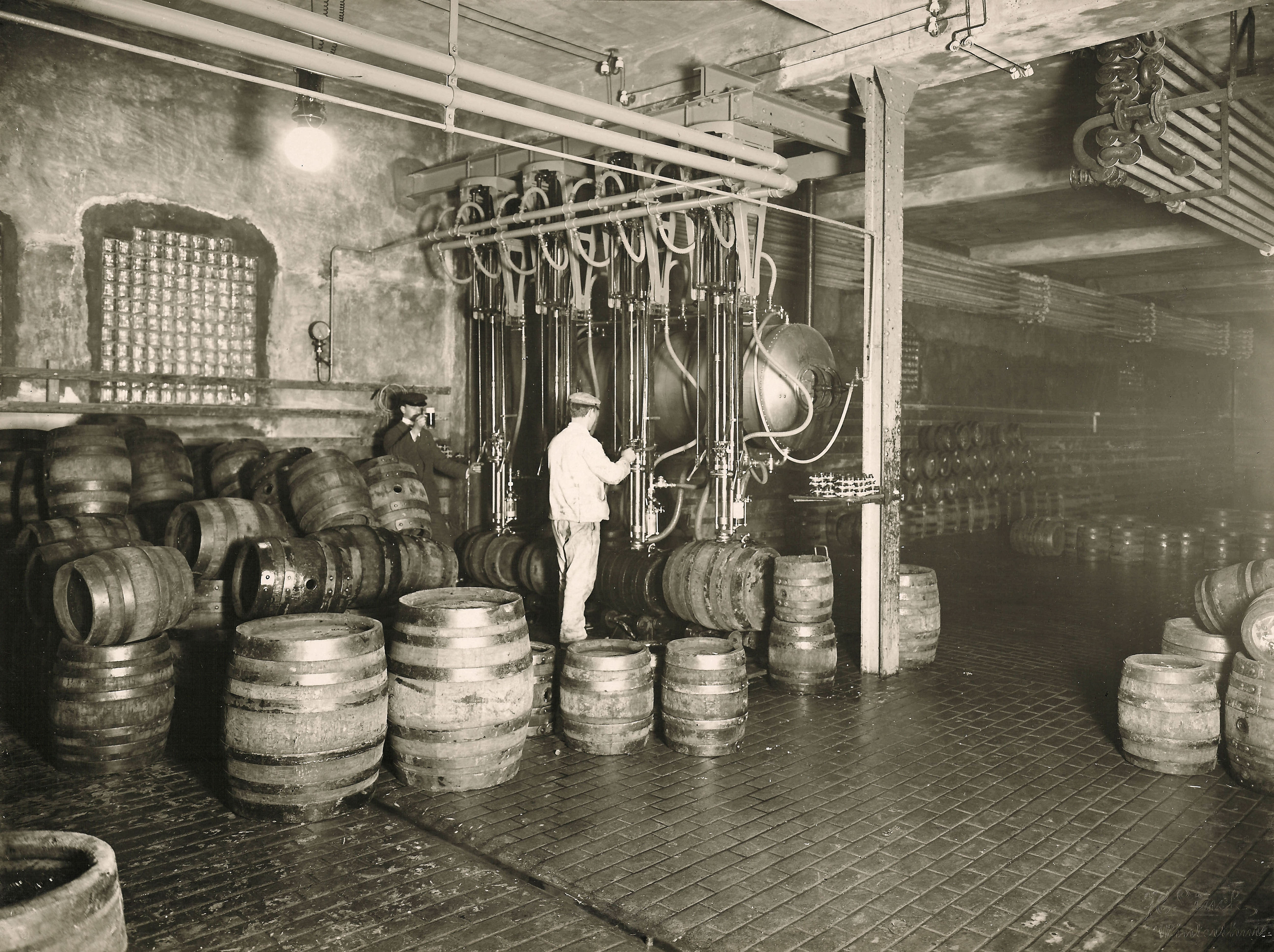
Die Fassabfüllerei
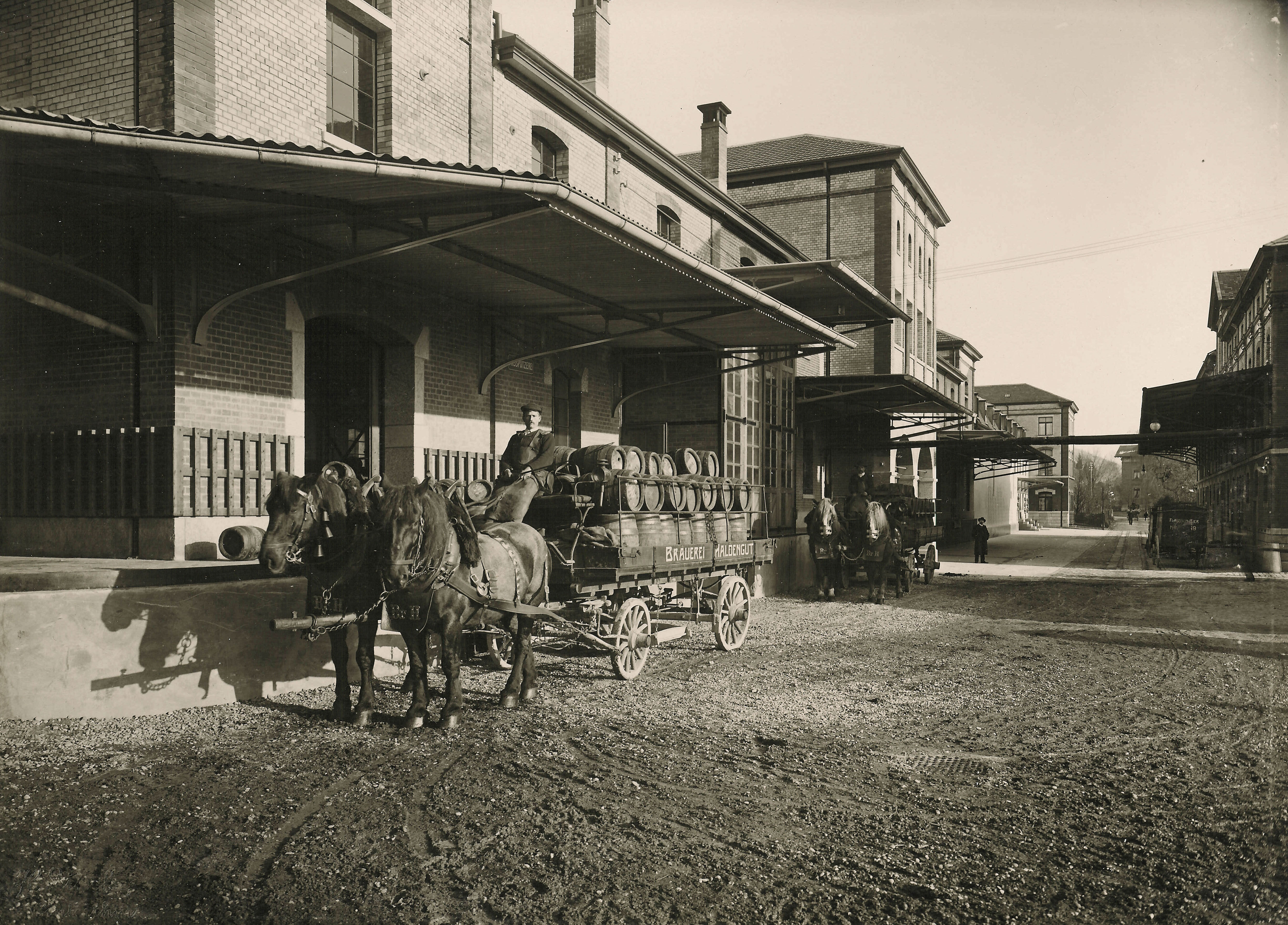
Ein Fassbierwagen
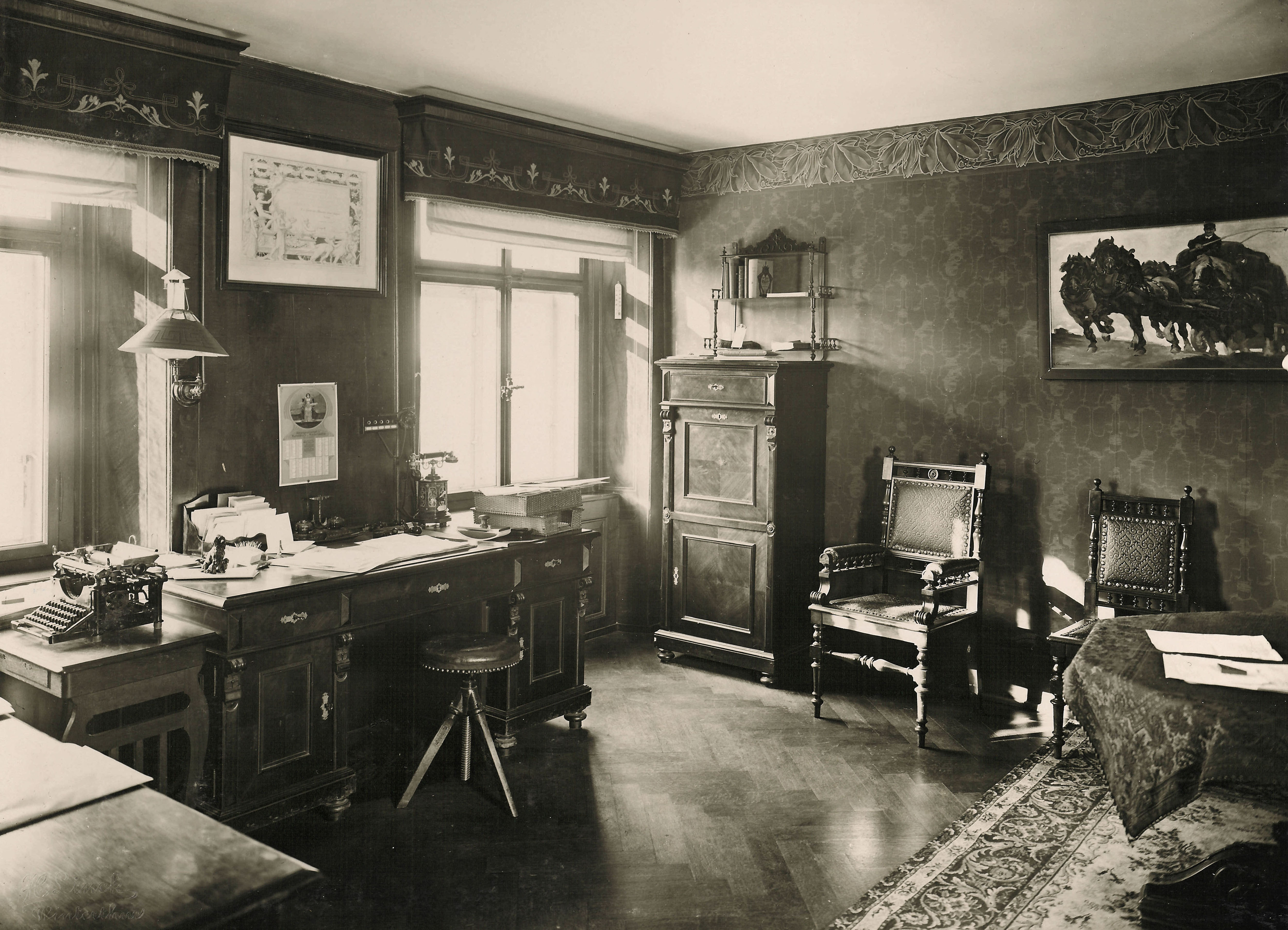
Büro des Direktors

## Auszeichnungen
- Medaille du Salon d’Art Photographique Brüssel (1902), Marseille (1903), Paris (1903)
- Diverse Auszeichnungen an Internationalen Ausstellungen für Photographie: Amsterdam (1902), St.Petersburg (1903), Mainz (1903), Genua (Goldene Medaille 1905), Mailand (1906), Frankfurt (Goldene Medaille, 1907), Turin (Goldene Medaille, 1907), Dresden (1909)
- 1907 wurde er mit dem Ehrendiplom der Photographers Association of America geehrt.